# Gottfried Adolph Daum

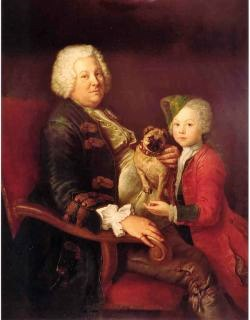
Gottfried Adolph Daum mit Sohn und Mops, 1735, Gemälde von Antoine Pesne

Gottfried Adolph Daum (* 18. Juni 1679 in Grossenhain; † 7. Februar 1743 in Potsdam) war ein Großkaufmann und Unternehmer in Preußen, der 1712 gemeinsam mit David Splitgerber, seinem stillen Teilhaber, das auf militärischen Bedarf ausgerichtete Handelshaus Daum & Comp. gründete. Mit der Erweiterung auf zivile Handels- und Bankgeschäfte und der Übernahme von gepachteten königlichen Manufakturen entwickelte sich das Handelshaus unter der späteren Firma Splitgerber & Daum zu einem der größten Wirtschaftsunternehmen in Preußen.

## Leben
Gottfried Adolph Daums Eltern waren der Rechtsanwalt Gottfried Christian Daum und Barbara Elisabeth Daum. Daum und Splittgerber waren mittellos. Als Hauptfinanzier in der ersten Zeit nennen die Geschäftsbücher den Obristen der kursächsischen Artillerie, Samuel von Schmettau, ab 1741 preußischer Feldmarschall.
Grundlage der Zusammenarbeit zwischen Splitgerber und Daum war der 1723 erneuerte Vertrag von 1712, der auch wieder unter gegenseitiger „brüderliche Liebe“ geschlossen wurde. Das Unternehmen begann mit der Lieferung von Artillerie-Ausrüstung (Montierungen), Kanonenkugeln und Hohlgeschossen an den benachbarten kursächsischen Hof. Auf Betreiben des preußischen Hofes waren Splitgerber & Daum auch an der Russischen Handels-Compagnie beteiligt. Neben den Geschäften im militärischen Bereich, die jahrelang den größten Teil des Umsatzes ausmachten, entwickelte sich langsam ein allgemeines Handels- und Bankgeschäft. 1722 pachteten Splitgerber & Daum die Königliche Gewehrfabrik Potsdam-Spandau. Danach bewarb Daum sich auch um die Pacht des Hochofens von Zehdenick. Hauptprodukt waren Kanonenkugeln. Der 1725 mit Splitgerber & Daum geschlossene Pachtvertrag umfasste auch die Schürfrechte für den im nördlichen Teil Brandenburgs vorkommenden Raseneisenstein, dem Grundstoff der dortigen Eisenherstellung. Ein Lager für die Kanonenkugeln richtete Daum 1726 auf dem Gelände der Gewehrfabrik in Spandau ein.
Neben der Gewehrfabrik und dem Hochofen wurden noch weitere königliche Manufakturen gepachtet, die jedoch trotz großer Mühen weniger ertragreich waren. Gründe hierfür waren die von der Krone festgesetzten hohen Monopol-Preise bei gleichzeitig minderer Qualität der Erzeugnisse und der nicht einzudämmende Schmuggel und Schleichhandel mit billigerer und besserer Ware, aber auch die fehlende Kompetenz der Unternehmer, sowie das konfliktbeladene Dreiecksverhältnis zwischen der Krone, den Arbeitern und den Pächtern.
Bei der gepachteten Königlichen Gewehrfabrik Potsdam-Spandau trat das generelle Probleme auf, dass Gewehre nur in Zeiten der Aufrüstung und der Kriege bestellt wurden, während Splitgerber & Daum in Friedenszeiten die Löhne weiter zahlten, um die Fachkräfte zu halten. Der König drückte außerdem die von ihm selbst zuvor festgesetzten Preise. Die Schwierigkeiten führten dazu, dass Splitgerber & Daum nach fünf Betriebsjahren vom Projekt zurücktreten wollten. Die weitere Zusammenarbeit gelang durch einige vom König genehmigte Waffenexporte. Beträchtliche Umsätze brachten schließlich die von Friedrich II. gleich nach seiner Thronbesteigung begonnenen Schlesischen Kriege, die den Unternehmern jahrelang außerordentliche Gewinne einbrachten. Zu den Leistungen an das Militär gehörte 1741 auch eine Getreidelieferung für 400.000 Taler. Außerdem wurden erneut 76.000 Bomben und Granaten geliefert, nachdem bereits 1738 das Arsenal mit 80.000 Kanonenkugeln und Granaten aufgefüllt worden war.
Um die Abhängigkeit vom preußischen Hof und von militärischen und kriegerischen Entwicklungen zu überwinden, wurde – hauptsächlich von Splitgerber – das allgemeine Handels- und Bankgeschäft vorangetrieben. Dazu gehörten die Einrichtung von Kommissionslagern an deutschen und europäischen Handelsplätzen und weitere Schiffsinvestitionen. Die rege Reisetätigkeit von Daum nach Dresden, Hamburg, Amsterdam, Kopenhagen, Lissabon u. a. sind Zeichen der Expansion.
Zu den Zeichen des Erfolgs bei Splitgerber und Daum gehörten der immer luxuriöser werdende Lebensstil mit Silbergeschirr, goldenem Zahnstocher, den bei den Hofmalern Joachim Martin Falbe und Antoine Pesne bestellten Porträts und der Erwerb von Immobilien an verschiedenen Standorten. Das Geschäftshaus in der Gertraudenstraße wurde 1735 erbaut und blieb bis 1910 Hauptsitz. Ein Jahr später bezog Gottfried Daum ein neu erbautes Haus in Potsdam im Wert von 60.000 Talern und Splitgerber kaufte 1741 das später Splitgerbersches Palais genannte Haus am Quarrée (Platz vor dem Brandenburger Tor), das 1835 zur französischen Botschaft wurde (heute Pariser Platz Nr. 5 mit dem Neubau der Botschaft). Außerdem gab es weiteren Grundbesitz in Potsdam und Stralau. Die Fertigstellung seines Berliner Hauses in der Breitestraße (ehemals Nr. 15) gegenüber dem Ribbeck-Haus erlebte Daum nicht mehr. Er starb 1743 in Potsdam.
Daum war zweimal verheiratet. Aus der ersten Ehe (1713) mit Charlotta Agatha, geb. Eugeling, stammt die Tochter Christina Charlotta (geb. 1714), die später den Kriegsrat Friedrich Gotthold Köppen heiratete. Aus der zweiten Ehe (1727) mit Caroline Marie, geb. Ohloff, gingen der Sohn Friedrich Carl Daum und die Tochter Caroline Marie Elisabeth hervor, die den Kammerdiener und engen Vertrauten Friedrichs II., Michael Gabriel Fredersdorf (1708–1758) heiratete.
Gottfried Daum starb als einer der reichsten Männer Preußens. Sein vererbter Geschäftsanteil belief sich auf 650.000 Taler und entsprach damit etwa einem Drittel des gesamten preußischen Staatsschatzes, den Friedrich Wilhelm I. 1740 seinem Sohn Friedrich II. hinterlassen hatte.

## Nachleben
Nach Daums Tod führte David Splitgerber die Geschäfte des Handelshauses allein weiter, wie es der Vertrag von 1723 vorsah. Sein neuer Partner auf der Eigentümerseite war die Daumsche Erbengemeinschaft. Das Handelshaus dehnte seine Aktivitäten mit der Gründung von Zweigniederlassungen, Zuckerraffinerien, Beteiligungen an überseeischen Handelskompanien und dem Aufbau einer Hochseeflotte weiter aus.
Nachfolger Splitgerbers in der Geschäftsführung waren seine Schwiegersöhne, allen voran Johann Jacob Schickler, Stammvater der Schickler-Dynastie und als bedeutendster Enkel: David Schickler.

## Ehrung
Daumstraße in Berlin, Spandau